# Furazolidonă
Furazolidon este un medicament antiprotozoaric și antibacterian din clasa nitrofuranilor. Este și un inhibitor de monoaminoxidază (MAOI). Este folosit de obicei pentru tratamentul diareei, holerei, colitei, salmonelozei, shigelozei, enteritei și a infecțiilor protozoarice (ex. Giardia lamblia, Trichomonas vaginalis).

## Utilizări medicale
Furazolidonul este indicat în tratamentul:
- Diareei bacteriene (inclusiv diareea călătorului)
- Holerei (Vibrio cholerae)
- Giardiozei (Giardia lamblia)
- Amoebiazei
- Salmonelozei
- Shigelozei
- Enteritei bacteriene
- Infecțiilor cu Trichomonas vaginalis (ca agent de linia a doua)
- Infecțiilor cu Helicobacter pylori (în regimuri speciale, mai ales în zone cu rezistență crescută la alte antibiotice)[12]

## Dozare și administrare
- Adulți: 100 mg oral de 4 ori pe zi, 5–10 zile (în funcție de indicație)
- Copii: 1,25–2 mg/kg de 4 ori pe zi (doza exactă și durata se stabilesc de medic)
- Disponibil sub formă de comprimate (100 mg) și suspensie orală[10][13]

## Mecanism de acțiune
Furazolidonul acționează prin inhibarea unor enzime bacteriene esențiale, afectând sinteza proteinelor și a ADN-ului bacterian și protozoar. Are și efect de inhibitor de monoaminoxidază (MAOI), ceea ce impune restricții alimentare și interacțiuni medicamentoase.

## Efecte adverse și precauții
- Efecte adverse frecvente: greață, vărsături, diaree, amețeli, cefalee, erupții cutanate.
- Efecte rare: reacții alergice severe, anemie hemolitică (mai ales la pacienții cu deficit de G6PD), reacții pulmonare (foarte rar, vezi cazuri raportate recent[15]).
- Poate provoca reacții de tip disulfiram la consumul de alcool (de evitat alcoolul în timpul și 4 zile după tratament).
- Interacțiuni medicamentoase: contraindicat cu alte MAOI, antidepresive, simpatomimetice, opioide, anumite antihipertensive, SSRI, etc.
- Evitați alimentele bogate în tiramină (brânzeturi maturate, vin roșu, soia, etc.) pentru a preveni crize hipertensive.
- Nu se recomandă la sugari <1 lună (risc de anemie hemolitică).
- Folosirea în sarcină și alăptare: doar dacă beneficiile depășesc riscurile, nu există date suficiente privind siguranța.[13][11]

## Siguranță și reglementări
Folosirea sa a fost interzisă pentru animale în Uniunea Europeană începând din 1995, datorită efectului carcinogen al compusului.
- În SUA și UE nu mai este disponibil pentru uz uman, dar este folosit în continuare în unele țări (China, Iran, Mexic, Pakistan) pentru infecții dificile sau rezistente.[14][17]
- Potențialul carcinogen la om nu a fost dovedit clar, dar există avertismente privind utilizarea pe termen lung.[12][18]

## Rezistență și utilizare actuală
- Rezistența bacteriană la furazolidon rămâne scăzută în multe regiuni, inclusiv China și America de Sud, dar există creșteri locale (ex. Iran).[14]
- Studii recente arată eficiență bună împotriva tulpinilor multirezistente de Campylobacter și Helicobacter pylori.[19]
- În regimurile de eradicare a H. pylori, furazolidonul este recomandat ca opțiune de rezervă în zone cu rezistență crescută la claritromicină/metronidazol.[12]